# Levin Rauch
Levin barun Rauch de Nyek (Lužnica, 6. listopada 1819. – Lužnica, 25. kolovoza 1890.) bio je obnašatelj banske časti za sklapanja hrvatsko-ugarske nagodbe i prvi hrvatski ban nakon 1868. Bio je i otac Pavla Raucha, hrvatskog bana 1908. – 1910.

## Život
Bio je jedan od osnivača i vođa horvatsko-vugerske stranke (tzv. Mađarona), osnovane 1841., čiji je cilj bio borba protiv ilirskog pokreta i Hrvatskog narodnog preporoda. Nakon toga bio je jedan od čelnika ustavno-liberalne stranke (tzv. Unionista), koja se zalagala za što bližu i bezuvjetnu uniju između Ugarske i Hrvatske.

### Sklapanje Nagodbe
Po političkom uvjerenju bio je unionist. Banskim namjesnikom postao je 27. lipnja 1867., nasljedivši bana Josipa Šokčevića. Rauch je imao zadaću provedbe Austro-ugarske nagodbe te je u tome pogledu postupao bezobzirno. Također, imao je stvoriti Sabor s većinom koja će sklopiti nagodbu s Ugarskom. Slijedom toga oktroiran je novi izborni red kojim je povećan broj virilista, a broj biranih zastupnika smanjen je na 66. Slijedio je progon pristaša Narodne stranke, koji su gubili službe, a dobivali su ih unionisti. U kolovozu 1867. obustavljen je Prozor. Na izborima većinu odnose Unionisti s 52 zastupnika, dok opozicija dobiva svega 14 zastupnika. Sabor se sastao 8. siječnja 1868., a 30. siječnja izabrana je Hrvatska regnikolarna deputacija, koja je imala zadatak pregovarati o Hrvatsko-ugarskoj nagodbi, koja je sklopljena iste godine. 

### Banovanje
Po sklapanju Nagodbe, Rauch je 8. prosinca 1868. imenovan hrvatskim banom. Rauchovo ustoličenje za bana 1869. bilo je posljednje svečano, koje se održalo u Sabornici na Markovom trgu u Zagrebu. Bana su neposredno prije ustoličenja posijetili car Franjo Josip I. i carica Elizabeta. Zagreb je bio posebno svečano uređen. Svečanost ustoličenja bana trajala je tri dana. Drugog je dana, 9. rujna, ban položio prisegu. 
Kao ban vladao je apsolutistički. Prihvatom Nagodbe započeo je početak pedesetogodišnje borbe hrvatske politike protiv nje. Sabor čak donosi zaključak prema kojem se svako pobijanje Nagodbe proglašava zločinom smetanja javnoga mira, pa čak i veleizdajom. Započinju progoni. Narodna liberalna stranka na čelu s Mrazovićem počinje voditi bezobzirnu borbu protiv Raucha. Tako su Ivan Vončina i Mrazović u listu Zatočenik, koji je izlazio u Sisku (tada u Vojnoj krajini, izvan nadležnosti bana) optužili Raucha za korupciju i tajno sudjelovanje u konzorciju za isušenje Lonjskog polja. Rauch je morao tužiti Vončinu, Mrazovića, te Miškatovića, urednika Zatočenika. Rasprava se vodila pred pukovnijskim sudom u Petrinji, koji je 7. siječnja 1871. oslobodio Rauchove protivnike svake krivnje. Petrinjski proces bio je u prvom redu političi proces, jer su se u Beču pravili planovi za jednu novu politiku u kojoj je Rauch bio smetnja. Rauch je, obavivši svoju dužnost, mora otići i kako bi se otupila oštrica hrvatske borbe protiv Nagodbe. Bansku čast je obnašao do 26. siječnja 1871., kada kralj banom imenuje Kolomana Bedekovića. 

## Vanjske poveznice
- Gjuro Szabo: Instalacija nagodbenoga bana barona Levina Raucha 1869  Arhivirana inačica izvorne stranice od 7. ožujka 2016. (Wayback Machine)

| Političke dužnosti        | Političke dužnosti         | Političke dužnosti           |
| ------------------------- | -------------------------- | ---------------------------- |
| prethodnik Josip Šokčević | hrvatski ban 1868. – 1871. | nasljednik Koloman Bedeković |